# Cryptopidae
Famille
Les Cryptopidae sont une famille de myriapodes chilopodes de l'ordre des Scolopendromorpha.

## Liste des genres
Selon Catalogue of Life (13 juillet 2020) :
- genre Cryptops
- genre Mimops
- genre Paracryptops
- genre Plutonium
- genre Theatops
- genre Tonkinodentus

## Publication originale
- (de) E. Köhlrausch, « Gattungen und Arten der Scolopendriden », Archiv für Naturgeschichte, Berlin, Nicolaische Verlags-Buchhandlung, vol. 47,‎ 1881, p. 50–132 (ISSN 0365-6136, OCLC 1481989, DOI 10.5962/BHL.PART.13209, lire en ligne).